# The Runaways
The Runaways — американський дівочий хардрок гурт, утворений 1975 року у Лос-Анджелесі.
До первинного складу гурту увійшли: Джоан Джетт — вокал, гітара, Мікі Стіл — бас, та Сенді Вест — ударні, вокал. Ідея створення гурту належала композитору й продюсеру Кіму Фоулі та авторці текстів Кейрі Кроуч. Незабаром до The Runaways приєднались Літа Форд — вокал, гітара. 
У клубі English Disco Кім Фоулі і Джоан Джетт познайомилися з 15-річною Шері Каррі і запросили її на прослуховування до гурту. Під враженням від її виступу (з власною піснею) на місці написали пісню «Cherry Bomb», що згодом стала підлітковим гімном. Так Шері Каррі, якій ще не було 16-ти, стала провідною вокалісткою та клавішницею The Runaways. Журнал «Bomp!» описав її як «втрачену доньку Іггі Попа і Бріжіт Бардо». На виступи 16-річної Каррі в нижній білизні приходили натовпи чоловіків.

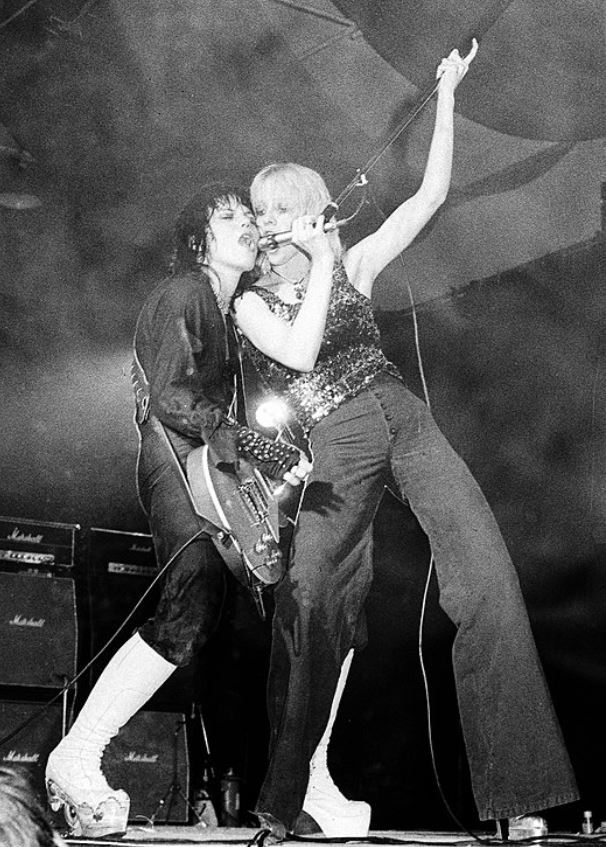
Джоан Джетт (ритм-гітара) та Шері Каррі (основний вокал) на Brumrock '76, Бірмінгем

Після того, як Мікі Стіл перейшла до The Bangles, новою басисткою стала Джекі Фокс (Jackie Fox), 20.12.1959, Лос-Анджелес, Каліфорнія, США. Авторами репертуару початку кар'єри гурту були Кім Фоулі та його партнер Марс Бонфайр (справжнє ім'я Денніс Едмонтон), однак музичне обличчя The Runaways надалі почали визначати композиції Джоан Джетт та Кейра Кроуч. З дебютного альбому «The Runaways», витриманого у стилістиці глем-року гурту The Sweet та агресивного попу Сюзі Кватро, походив хіт-сингл «Cherry Bomb».
Подібний за звучанням лонгплей «Queens Of Noise» скористався успіхом дебюту, але інтенсивні концертні турне привели до виходу 1977 року зі складу Джекі Фокс, яка продовжила розпочату раніше кар'єру юристки. Менше пощастило основній вокалістці Шері Каррі, яка була виснажена конфліктами всередині гурту і забута після невдачі її дебютного альбому «Beauty's Only Skin Deep». Тоді у складі гурту з'явилась Вікі Блю (Vicki Blue), 16.09.1959, Анахейм, Каліфорнія — бас, вокал, проте 1978 року і вона покинула The Runaways і на її місце прийшла Лорі Макаллістер (Laurie McAllister), (26.06.1957 — 25.08.2011) Сакраменто, Каліфорнія.
На жаль, подальші записи гурту були позбавлені спонтанності дебюту, який, попри сценічну екстравагантність та сексуальні підтексти, говорив про музичні здібності The Runaways.
Після розпаду гурту в 1979 році Джоан Джетт та Форд зайнялись сольними проєктами, у яких значно просунулася Джетт. 1985 року Фоулі не достатньо легально використав назву гурту і зібрав зовсім інший склад, але й він розпався відразу після запису типово комерційного альбому «Young & Fast».
Пізніше екс-лід вокалістка Шері Каррі аписала мемуари про свій підлітковий вік «Neon Angel: Спогади про Runaways», де йдеться про її неблагополучну сім'ю, боротьбу з наркотиками і алкоголем, сексуальне насильство та її дні з Runaways.
У 2010 році вийшов фільм «Раневейс», музична біографічна драма, у центрі якої — стосунки Шері Каррі та Джоанн Джетт. У фільмі роль Каррі виконала Дакота Феннінг.

## Дискографія
- 1976: The Runaways
- 1977: Queens Of Noise
- 1977: Live In Japan
- 1977: Waitin' For The Night
- 1979: & Now… The Runaways (як Joan Jett & The Runaways)
- 1980: Flaming Schoolgirls
- 1982: I Love Playing With Fire
- 1987: Young & Fast
- 1991: Neon Angels

### Сольні альбоми Черрі Керрі
- 1978: Beauty Is Only Skin Deep
- 1980: Messin' With The Boys